# The Crazies (película de 2010)
The Crazies (en Hispanoamérica El día del apocalipsis) es una película estadounidense de terror de 2010 dirigida por Breck Eisner. La película fue escrita por Scott Kosar y Ray Wright, y es una nueva versión (remake) de la película de 1973 bajo el mismo título de George A. Romero, quien es el productor ejecutivo y coescritor de la reedición.
Los actores principales de The Crazies son Timothy Olyphant, Radha Mitchell, Joe Anderson y Danielle Panabaker. La trama de la película tiene lugar en el pueblo ficticio de Ogden Marsh, Pierce County, Iowa, «el lugar más amigable en la Tierra», cuyo suministro de agua es accidentalmente infectado con el virus «Trixie», derivado del Rhabdoviridae. Después del periodo de incubación de 48 horas, este virus transforma progresivamente el estado mental de los infectados en poderosos, calculadores y sangrientos asesinos quienes después cazan la familia o vecindario.
La película fue estrenada el 26 de febrero de 2010 con críticas generalmente positivas y fue un éxito de taquilla tanto a nivel nacional como internacional.

## Sinopsis
David Dutton (Timothy Olyphant) es el sherif (alguacil) de un pequeño e idílico pueblo estadounidense llamado Ogden Marsh (lugar ficiticio) donde el crimen es algo inexistente. La vida en aquel tranquilo pueblo transcurría sin noticias relevantes hasta que una tarde, durante un partido de béisbol en el colegio, apareció un vecino con una escopeta cargada, y con actitud sospechosa. Al ver la escena, el sherif del pueblo se acerca e intenta calmarle creyendo que se encuentra en estado de embriaguez. Sin mediar palabra, y tras observar durante un instante, el vecino apunta con su arma al sherif, quien rápidamente le dispara matándolo y generando una gran conmoción en el pueblo. Aquel sería el primero de una lista de extraños sucesos. 
Al día siguiente, la Dra Judy Dutton (esposa del Sherif), recibe en su consulta a la familia Farnum, cuya esposa está preocupada por el extraño comportamiento de su esposo Billy. La Dra inspecciona al sujeto que se muestra mentalmente ausente y con un comportamiento anómalo. Más tarde, esa misma noche y de madrugada, una llamada de los bomberos alerta al Sherif y a su esposa, quienes acuden de inmediato a la casa de la familia Farnum. Al llegar descubren el macabro suceso: Billy había prendido fuego a su propia casa, no sin antes encerrar dentro y bajo llave a su esposa e hijo. 
El sherif decide encerrar a Billy en la cárcel de la comisaría, y posteriormente sale con Russel, su ayudante, hacia el pantano donde esa mañana unos cazadores habían encontrado el cuerpo de un paracaidista con ropa militar. La investigación los conduce a un ciudadano que creyó haber visto un avión caer hace días, quien, junto a David y Rusell, sube a un bote para buscar el avión en el pantano. Dicho avión es finalmente hallado, pero su contenido se desconoce.
Al regresar a la comisaría, Rusell encuentra a Billy en su celda tumbado boca arriba y aparentemente inerte. Creyéndole muerto se dispone a desbloquear la celda, pero en ese instante David lo detiene al no fiarse de que sea una buena idea. De pronto, Billy se abalanza hacia ambos policías, quienes se salvan gracias a los barrotes de la celda.
Es entonces cuando David y Russel deciden acudir al alcalde para explicarle lo que está sucediendo, y le solicitan que corte el agua que proviene del río al considerarla contaminada por algún agente tóxico que está volviendo locos a los habitantes. Sin embargo el alcalde se despreocupa del asunto y les prohíbe cerrar el suministro de agua, aduciendo que sería un desastre para los cultivos de la zona en esa época del año. Ante la gravedad los hechos, David decide desobedecer al alcalde y cierra el servicio de agua por su cuenta. Sin embargo ya es demasiado tarde.
Durante las horas siguientes el pueblo se transforma en un lugar desolado, con unos pocos vecinos deambulando por las calles de manera errátil e inquietante. David observa una furgoneta negra desde la que se siente observado y al acercarse a ella, la furgoneta arranca y se aleja a toda velocidad. 
Esa misma noche, mientras David intenta convencer a su esposa para que se marche fuera del pueblo, una visita inesperada les sorprende a los dos. Varios comandos del ejército llegan al pueblo y evacúan forzosamente a todos los ciudadanos, excepto a los que muestran síntomas de tener fiebre. Durante el proceso de clasificación, el equipo médico detecta que la Dra Juddy tiene síntomas febriles y separan a la pareja.  
De nada sirven los gritos de la doctora, quien les indica que en realidad la fiebre se debe a su embarazo.  
Entre tanto, David es evacuado con el resto de vecinos hacia una gasolinera a las afueras del pueblo, mientras la doctora es confinada en un laboratorio de campaña junto a otros posibles infectados. 
Atormentado por la situación, David decide escapar aprovechando la muchedumbre y regresa al pueblo en busca de su esposa. De manera paralela, en el laboratorio de campaña sucede un imprevisto, cuando un grupo armado de vecinos irrumpe en las instalaciones y ataca a los militares, al tiempo que liberan a un gran número de infectados. En medio del caos, los militares deciden evacuar la zona abandonando a su suerte a los infectados y no infectados entre los que se encuentran la Dra Judy y otra joven vecina, Becca Darling. Ambas mujeres observan con horror cómo el alcalde está infectado y uno a uno está matando a otros pacientes que, como ellas, se hallan atados a sus camillas. Afortunadamente en el último instante aparecen David y Russel, quienes matan al director y ambas mujeres son liberadas. Desde ese momento los cuatro inician un camino de escape hacia la zona de la gasolinera, donde esperan ser evacuados junto al resto de vecinos sanos.
Sin embargo el camino resulta ser desolador, las calles del pueblo están desérticas y repletas de escombros: casas y locales arrasados, cadáveres, etc. Y lo peor, vecinos infectados que con sadismo y depravación desean aniquilar a los pocos supervivientes. Durante el camino en su ruta de escape hacia la gasolinera, el grupo es atacado en varias ocasiones tanto por soldados como por zombis. En uno de los ataques consiguen reducir a un soldado, quien les confiesa información sobre la amenaza medioambiental que los acecha. En última instancia, el soldado es liberado por el grupo a condición de que no revele su encuentro. 
Más tarde, de nuevo en la ruta hacia el punto de evacuación, sufren una emboscada de "zombies", donde Becca es asesinada al quedar atrapada por el cuello por una soga que le lanza uno de los vecinos enajenados. Poco después los tres supervivientes del grupo asaltan un coche oficial cuyo conductor les confiesa que el avión que encontraron en el pantano contiene un agente altamente tóxico diseñado para neutralizar y desestabilizar poblaciones enemigas. A pesar de que el conductor se muestra dispuesto a colaborar es asesinado de forma inesperada por Russel, quien a su vez muestra síntomas de estar infectado.
Las sospechas se confirman cuando, una vez en ruta, Russel ataca por sorpresa a David y Juddy. Finalmente el ayudante del sherif es reducido por David y en ese momento recupera provisionalmente su lucidez, rogando poder acompañar a la pareja en su último tramo del recorrido.
Al llegar a la zona de contención previa al punto de evacuación, Russel decide sacrificarse atacando a los soldados por su cuenta para causar distracción y permitir que David y Judy escapen. No obstante, al llegar al punto de evacuación, la pareja superviviente descubre que no había evacuación, sino que los militares habían masacrado a todo el pueblo antes de huir del lugar. Sin embargo, en la estación hay algo más que cadáveres. Tras librarse de un último grupo de "zombies", logran huir en un camión y escapar del pueblo justo antes de que una bomba nuclear arrase el pueblo. 
La última escena de la película muestra a David y Judy caminando hacia la ciudad más cercana mientras son monitorizados desde un satélite que indica que hay que iniciar el protocolo de contención en la ciudad a la que se dirigen, tal y como se vio en el principio de la cuarentena en su pueblo.

## Elenco
- Timothy Olyphant es el alguacil David Dutton.
- Radha Mitchell es la Dra. Judy Dutton.
- Joe Anderson es Russell Clank.
- Danielle Panabaker es Becca Darling.
- Christie Lynn Smith es Deardra Farnum.
- Brett Rickaby es William (Bill) Farnum.
- Preston Bailey es Nicholas Farnum.
- Joe Reegan es el cabo Billy Babcock.
- Glenn Morshower es un oficial de inteligencia.
- Larry Cedar es el director Ben Sandborn.
- Gregory Sporleder es Travis Quinn.
- Mike Hickman es Rory Hamill.
- Lisa K. Wyatt es Peggy Hamill.
- Justin Welborn es Curt Hammil.
- Chet Grissom es Kevin Miller.
- Tahmus Rounds es Nathan.
- Brett Wagner es Jesse.
- Alex Van es Rojo.
- Anthony Winters es el pastor de la ciudad.
- Frank Hoyt Taylor es el funerario Charles Finley.
- Justin Miles es Scotty McGregor.
- Marian Green es la Sra. McGregor.
- E. Roger Mitchell es Tom.
- Michael H. Cole es el coordinador del sitio.
- Mark Oliver es el trabajador de rescate.
- Lynn Lowry es la mujer en bicicleta.

## Muertes
Aquí solo se mencionan las muertes vistas y reconocidas en la película:
- Peggy Hamill: Trata de matar a Judy y a David, y tras una lucha David le clava un cuchillo en el cuello.
- Curt Hamill: Russell le dispara.
- Scotty McGregor: Arriesga su vida por su madre y recibe un disparo de escopeta.
- Sra. McGregor: Muere tras un disparo.
- Rory Hamill: David le dispara en la cabeza en el estadio.
- Deadra y Nicholas Farnum: Billy Farnum incendia la casa con ellos dentro.
- Bill Farnum: Muere infectado.
- Charles Finley: Muere cuando intenta matar a David con una sierra circular.
- Becca Darling: Muere ahorcada en un túnel de lavado de coches por un infectado.
- Russell Clank: Muere tras entregarse actuando como señuelo para que David y Judy puedan escapar.

### Maquillaje
El maquillaje para la película fue diseñado por Almost Human Studios, empresa que también hizo el maquillaje para otras películas de horror como Quarantine, Frankefish y Prom Night. Las primeras ideas del director Breck Eisner apuntaba a que los infectados pareciesen zombis. El equipo de maquillaje y el propio director, hicieron muchos moldes y diseños sobre como deberían lucir los infectados, con deformidades y piel desgarrada. Finalmente, se cansó de la «apariencia zombi» pensando que era demasiado típico y decidió buscar un estilo más realista «desde dentro». 
La única condición del director para el diseño del maquillaje fue el equipo investigase en libros de medicina y consultase a profesionales para el diseño de los infectados. El maquillaje se basa principalmente en la rabia, el tétanos y síndrome de Stevens-Johnson.
El diseño de cada «Loco» consta de alrededor de 21 piezas que requieren de alrededor de tres horas de trabajo para estar listo para el rodaje. Robert indicó que el efecto final de la película no fue solo maquillaje, sino la iluminación, los ángulos de las cámaras y los efectos de postproducción. La idea principal para el diseño fue «el estrés». Breck indicó que quería que «Locos» pareciesen estresados, nerviosos. Las venas y los ojos fueron el centro del diseño. Las lentes de contacto cubrían completamente los ojos de los actores y requerían de gotas cada cinco minutos para prevenir un daño permanente en el ojo.

## Estreno
La premier de la película fue el 24 de febrero de 2010 en Los Ángeles y fue estrenada a nivel nacional el 26 de febrero de 2010. El DVD y Blu-Ray canadiense salieron a la venta el 29 de junio de 2010. El pack del DVD y Blu-Ray más Digital Copy salió a la venta en Norteamérica el 29 de junio de 2010. La película fue estrenada en el Reino Unido el 19 de julio.

### Recepción de crítica
Las críticas fueron mayoritariamente positivas. Basadas en 136 críticas recolectadas por Rotten Tomatoes, la película tuvo una calificación general de 71%, con un promedio de puntuación de 6,4/10. El consenso del sitio indicó a la película que es «tensa, grabada correctamente y extrañamente inteligente; The Crazies es el extraño caso de un refrito de una película de horror que funciona». Por el contrario, Metacritic, quien crea una calificación normalizada a partir de 100 de críticas de los críticos establecidos, le otorgó una calificación de «normal» con una puntuación de 55% basada en 30 críticas.
Michael Phillips de The Chicago Tribune premió a la película 3½ estrellas de 4 comentando que él «prefiere, por mucho, este inteligentemente logrado y eficientemente implacable refrito a la edición 73. Simple y claramente.» Eric M. Armstrong de The Moving Arts Film Journal escribió que «The Crazies es una sólida película clase B y una de las pocas reediciones que supera a la original.» Ty Burr de The Boston Globe le dio a la película 3/4 estrellas describiendo la película como la «algo extremadamente sólido; algo tan bueno como lo que podrías esperar de una película clase B».

### Taquilla
La película llegó al puesto número tres detrás de Cop Out y Shutter Island con una recaudación de USD$16 067 552. Para mayo de 2010, había recaudado unos USD$50 millones a nivel mundial.

## Premios y nominaciones
- 2011: Premio People's Choice para la Película favorita de horror (Nominada)

## Mercadotecnia
El 23 de febrero de 2010, Beware the Infected, un juego modelado del film apareció en el iPhone application.

### Cómic
El 17 de febrero del mismo año, iTunes anunció una novela gráfica adaptada a la película.

### Juego navegador
El 24 de febrero, Starz Digital Media anunció en Facebook el juego basado en el film.

## Sitios web
Durante algún tiempo estuvieron activos los siguientes enlaces relacionados con la película. En www.OgdenMarsh.com, se podía acceder a un sitio web para el pueblo ficticio de Ogden Marsh, Iowa. Los usuarios podían explorar varios contenidos del mundo-película y otros sitios web, como son www.ogdenmarshsheriff.com, www.takepart.com/chemicalsecurity y www.dpchemicals.com. Una vez que los usuarios descubrían las credenciales de entrada para estos de los diferentes sitios web, un nuevo contenido y enlaces estaban disponibles para explorar. Al sitio web del alguacil se podía acceder con el usuario con el nombre del usuario "ddutten" y contraseña "judy". Los usuarios podían también dirigirse a www.thetruthabouttrixie.com o www.dpchemicals.com.